# Парламент Сьерра-Леоне
Парламент Сьерра-Леоне (порт. Parliament of Sierra Leone) — высший законодательный орган Сьерра-Леоне.
Действующий состав парламента избран в ходе голосования 17 ноября 2012 года, по результатам которого у правящей партии «Всенародный конгресс» 67 депутатских мест, оппозиционной «Народной партии Сьерра-Леоне» 42 места. Возникла необходимость в трёх избирательных округах провести дополнительные голосования, из-за чего формирование парламента затянулось на 1 год. 25 ноября 2013 г. Верховный суд Сьерра-Леоне признал победу партии «Всенародный конгресс» во всех трёх округах. Таким образом сейчас 71 место в парламенте принадлежит «Всенародному конгрессу», 41 — «Народной партии Сьерра-Леоне», из них 82 члена в первый раз избраны депутатами и 14 женщин-членов.
Следующие парламентские выборы назначены на 2018 год.
Заседания парламента проходят в Доме парламента Сьерра Леоне, расположенном в районе Тауэр Хилл Фритауна.

## Состав
Парламент Сьерра-Леоне однопалатный и состоит из президента, спикера и 124 членов, 12 из которых представляют округа Сьерра-Леоне. Согласно Конституции общее число членов парламента не может быть меньше 60. Всеобщие выборы проводятся раз в 5 лет по пропорциональной системе тайным голосованием. 
В качестве депутата может быть избран совершеннолетний гражданин Сьерра-Леоне (достигший 21 года), хорошо владеющий английским языком и являющийся членом политической партии. Не могут избираться члены комиссий, учреждённых конституцией, и лица, служащие в вооруженных силах. Члены парламента обладают иммунитетом, освобождены от обязанности дачи показаний и участия в суде присяжных.
Работу парламента организует избираемый 2/3 голосов членов парламента спикер. Действует парламент собираясь на очередные сессии, проводимые не менее одного раза в год, между которыми промежуток не может превышать 12 месяцев. Внеочередные заседания созываются по требованию не менее 20 % членов парламента или президентом. По истечении 5 лет с первого заседания после всеобщих выборов парламент самораспускается, но, если в стране действует чрезвычайное положение и нельзя провести очередные выборы по решению президента, возможно продление срока полномочий парламента не более чем на 6 месяцев.
Работа парламента Сьерра-Леоне ведётся на английском языке.

## Полномочия
Являясь высшим законодательным органом в стране принимает законопроекты простым большинством голосов, после чего они должны подписываться президентом и вступают в силу после опубликования в государственной газете «Гэзетт». Если президент отказался подписать законопроект, то он возвращается в парламент для нового принятия, где в случае, если за возвращённый законопроект голосуют 2/3 членов парламента, он становится законом. Парламент Сьерра-Леоне устанавливает налоги, принимает бюджет государства, а также выполняет контрольную функцию.
Парламенту принадлежит исключительное право внесения изменений в конституцию Сьерра-Леоне, при условии одобрения законопроекта не менее чем 2/3 голосов членов парламента. Для введения новой конституции, законопроект которой принят парламентом, необходимо проведение всенародного референдума.

## Особенности взаимодействия Парламента с другими ветвями власти
Парламент, как и глава государства, избирается на всеобщих выборах, что показывает их независимость друг от друга по источникам формирования.
Парламент имеет право по инициативе 1/3 членов выдвинуть обвинение президенту в нарушении конституции или злоупотреблении полномочиями; данное обвинение выносится на рассмотрение Парламента и в случае принятия 2/3 голосов служит основанием для созыва специального трибунала председателем Верховного суда. Трибунал состоит из председателя и 4 судей, назначаемых председателем Верховного суда. Он проводит расследование и если решит, что обвинение обоснованно, парламент может 2/3 голосов признать президента виновным, после чего глава государства должен уйти в отставку.
В свою очередь Президент не имеет права распускать парламент, как и не обладает правом законодательной инициативы, но ею наделены министры. 
С одобрения парламента Президент формирует правительство, а также назначает председателя и других судей Высшего суда по согласованию с Комиссией по судебным и законодательным вопросам.